# Leucauge pulcherrima
Leucauge pulcherrima är en spindelart som först beskrevs av Eugen von Keyserling 1865.  Leucauge pulcherrima ingår i släktet Leucauge och familjen käkspindlar. Utöver nominatformen finns också underarten L. p. ochrerufa.